# Eixo (Aveiro)
Eixo é uma vila portuguesa que foi sede da extinta Freguesia de Eixo do Município de Aveiro, freguesia que tinha 16,71 quilómetros quadrados de área e 5 571 habitantes (2011), e, por isso, uma densidade populacional de 333,4 hab/km².
A Freguesia de Eixo foi extinta em 2013, no âmbito de uma reforma administrativa nacional, tendo sido agregada à freguesia de Eirol, para formar uma nova freguesia denominada Eixo e Eirol da qual é sede.
Antes, em 1989, a povoação de Eixo foi elevada à categoria de vila.
Foi sede de concelho entre o século XII e o século XIX. Este era constituído pelas freguesias de Eixo e Requeixo e tinha, em 1801, 5 843 habitantes. Após as reformas administrativas do início do liberalismo foram-lhe anexadas as freguesias de Fermentelos, Eirol, Nariz e Oliveirinha. Tinha, em 1849, 7 515 habitantes.[carece de fontes?]

## População
| População da freguesia de Eixo | População da freguesia de Eixo | População da freguesia de Eixo | População da freguesia de Eixo | População da freguesia de Eixo | População da freguesia de Eixo | População da freguesia de Eixo | População da freguesia de Eixo | População da freguesia de Eixo | População da freguesia de Eixo | População da freguesia de Eixo | População da freguesia de Eixo | População da freguesia de Eixo | População da freguesia de Eixo | População da freguesia de Eixo |
| ------------------------------ | ------------------------------ | ------------------------------ | ------------------------------ | ------------------------------ | ------------------------------ | ------------------------------ | ------------------------------ | ------------------------------ | ------------------------------ | ------------------------------ | ------------------------------ | ------------------------------ | ------------------------------ | ------------------------------ |
| 1864                           | 1878                           | 1890                           | 1900                           | 1911                           | 1920                           | 1930                           | 1940                           | 1950                           | 1960                           | 1970                           | 1981                           | 1991                           | 2001                           | 2011                           |
| 1.663                          | 1.515                          | 1.545                          | 1.617                          | 1.681                          | 1.723                          | 2.076                          | 2.084                          | 2.271                          | 2.551                          | 2.795                          | 3.773                          | 3.749                          | 5.253                          | 5.571                          |

Pelo decreto nº 12.611, de 29 de outubro de 1926, o lugar de Azurva, que pertencia à freguesia de Esgueira, passou a fazer parte desta freguesia
| Distribuição da População por Grupos Etários | Distribuição da População por Grupos Etários | Distribuição da População por Grupos Etários | Distribuição da População por Grupos Etários | Distribuição da População por Grupos Etários | Distribuição da População por Grupos Etários | Distribuição da População por Grupos Etários | Distribuição da População por Grupos Etários | Distribuição da População por Grupos Etários | Distribuição da População por Grupos Etários |
| -------------------------------------------- | -------------------------------------------- | -------------------------------------------- | -------------------------------------------- | -------------------------------------------- | -------------------------------------------- | -------------------------------------------- | -------------------------------------------- | -------------------------------------------- | -------------------------------------------- |
| Ano                                          | 0-14 Anos                                    | 15-24 Anos                                   | 25-64 Anos                                   | > 65 Anos                                    |                                              | 0-14 Anos                                    | 15-24 Anos                                   | 25-64 Anos                                   | > 65 Anos                                    |
| 2001                                         | 961                                          | 795                                          | 2 881                                        | 616                                          |                                              | 18,3%                                        | 15,1%                                        | 54,8%                                        | 11,7%                                        |
| 2011                                         | 899                                          | 622                                          | 3 200                                        | 850                                          |                                              | 16,1%                                        | 11,2%                                        | 57,4%                                        | 15,3%                                        |

## Localização
Situada na margem esquerda do Rio Vouga, atravessada pela EN230, que liga Aveiro a Águeda, dista cerca de 8 km da sede do município.

## História
Eixo é uma povoação muito antiga, cuja primeira referência conhecida data do ano 1050. Foi concelho por volta dos séculos XII/XIII tendo recebido foral novo de D. Manuel, em 2 de Junho de 1516.
Muitas das actuais freguesias vizinhas pertenciam naquela época à Vila de Eixo.
Foi sede de um almoxarifado, ligado à Casa de Bragança, que aqui possuía os seus celeiros. Ainda hoje existe um edifício que, pelas suas características arquitectónicas, mostra ser de construção muito antiga (apesar da traça original ter sido consideravelmente alterada), conhecido pelo nome de “o celeiro”.
Eixo teve Juiz de Fora até ao ano 1834, cuja alçada se estendia a Ois da Ribeira, Paus e Vilarinho do Bairro.
Foram célebres as suas indústrias de cerâmica, do cobre e do latão. A actividade cerâmica é seguramente antiquíssima: de facto, em 12 de dezembro de 1985, quando se procedia à exploração de saibro, uma máquina colocou a descoberto um forno para a produção de telha e tijolo, datável dos séculos VII/VIII. Mais recentemente, em Dezembro de 1995, um novo engenho com as mesmas características e da mesma época foi encontrado no sítio de Alagoela, aquando da construção de um edifício.
Existem documentos onde se afirma que um escudeiro da princesa Santa Joana refere no seu testamento, de 1555, o fabrico de telha na Vila de Eixo.
Ao que tudo indica, Eixo teve origem em três lugares: a Sul, o lugar de Arrujo; a Norte, Alagoela e Senhora da Graça; e o último, na zona central, onde se encontra a actual Igreja Matriz.
Quanto ao lugar do Arrujo, diz a tradição que uma senhora chamada D. Urraca (que a lenda afirma ter sido rainha), ao passar por esta terra, deu à luz um filho e por tal motivo isentou os seus moradores de certos encargos territoriais. Por isso passaram a chamar ao lugar “Casal de D. Urraca”. O certo é que o foral de 1516 concede o privilégio aos residentes neste sítio (“Póvoa do Arrujo” ou “Casal de D. Urraca”), o que poderá confirmar, até certo ponto, a tradição.
A importância da antiga vila ainda hoje se nota na traça, única no município, de muitas das suas casas e na riqueza dos seus mobiliários.
Culminando uma época de considerável desenvolvimento populacional e industrial, e dando satisfação a uma velha aspiração da população, Eixo foi elevada, ou melhor, recuperou a dignidade de Vila em 24 de Agosto de 1989 (Lei n.º 45/89, in DR n.º 194 I série, da mesma data a pgs. 3525).

## Património
- Casa da Família Dias Leite
- Imóvel pertencente a Rui de Pinho Neto Brandão
- Forno Romano
- Lugar dos Afectos
- Capelas de São Sebastião, do Senhor da Serra e de Santa Bárbara
- Cruzeiro
- Parque da Balsa
- Trecho do rio Vouga
- Forno cerâmico
- Edifício na Rua Dr. Alfredo Magalhães